# Ісхій
І́схій (дав.-гр. Ἴσχυς; також мав прізвисько «Елатіонід» — «сміливий наїзник») — персонаж давньогрецької міфології, син Елата і Гіппеї, брат Кенея і Поліфема.
Короніда, кохана Аполлона, яка народила від нього Асклепія, зрадила богу з вродливим Ісхієм. За це Зевс вразив його блискавкою. За другою версією Ісхія вбив сам Аполлон. За іншою версією, коли вона вийшла заміж за Ісхія, її вбила Артеміда хмарою стріл як покарання за зраду Аполлону.